# Red Candle Games
Red Candle Games (tiếng Trung: 赤燭遊戲; Hán-Việt: Thích Chúc Du Hí; bính âm: Chì Zhú Yóuxì; nghĩa đen 'Trò Chơi Nến Đỏ') là một nhà phát triển trò chơi điện tử Đài Loan có trụ sở tại Đài Bắc, Đài Loan. Công ty của họ được biết đến nhiều nhất với việc phát triển hai trò chơi Detention and Devotion.
Red Candle Games được thành lập vào năm 2015 và tạo ra Detention, một trò chơi điện tử kinh dị tâm lý lấy bối cảnh vào những năm 1960 khi Đài Loan đang trải qua giai đoạn khủng bố trắng. Được phát hành vào tháng 1 năm 2017 trên Steam, Detention đã nhận được đánh giá tích cực từ giới phê bình, người dùng Ashley Oh đã nhận xét trên Polygon rằng "Trò chơi là một sự pha trộn hoàn hảo của các vấn đề tôn giáo và nền văn hóa Đông Á cũng như các khía cạnh của thời hiện đại và giữa thế kỷ 20". Detention đã được chuyển thể thành phim điện ảnh vào năm 2019, và sau đó được chuyển thể thành phim truyền hình vào năm 2020.
Sau Detention, Red Candle Games bắt đầu phát hành trò chơi thứ hai, Devotion, một trò chơi điện tử kinh dị tâm lý khác cũng lấy bối cảnh ở Đài Loan nhưng vào những năm 1980. Devotion được phát hành vào tháng 2 năm 2019 với sự đón nhận tích cực ban đầu, nhưng sau khi những người chơi Trung Quốc phát hiện ra những easter eggs được ẩn giấu  trong trò chơi, bao gồm cả các chi tiết mang ý chế giễu tổng bí thư Đảng Cộng sản Trung Quốc Tập Cận Bình, điều này đã làm dấy lên những phản ứng dữ dội từ cộng đồng người chơi ở Trung Quốc và trò chơi cũng đã bị thu hồi ở khu vực đó. Red Candle Games sau đó đã đưa ra lời xin lỗi về sự cố này cũng như xóa trò chơi ra khỏi Steam toàn cầu. Trần Kỳ Mại, Phó Thủ tướng Đài Loan khi đó đã lên tiếng ủng hộ các nhà phát triển của trò chơi. Sau đó, trong một khoản thời gian ngắn vào tháng 6 năm 2020, bản phát hành của Devotion chỉ có thể đặt hàng trước ở Đài Loan.
Vào tháng 3 năm 2021, Red Candle Games đã ra mắt một cửa hàng điện tử trên trang web chính thức của họ, nơi họ bán cả hai trò chơi của mình cho mọi người. Vào ngày 15 tháng 3 năm 2021, Red Candle Games thông báo rằng tất cả các dự án trước đây và tương lai đều sẽ có sẵn trên cửa hàng trực tuyến của công ty.
Vào tháng 12 năm 2021, hãng đã công bố dự án tiếp theo của họ là Nine Sols, một game nền tảng hành động vẽ tay 2D lấy cảm hứng từ Sekiro: Shadows Die Twice, Hollow Knight và Katana Zero, với hệ thống chiến đấu tập trung vào chuyển hướng. Trò chơi được nhà phát triển mô tả là "rất nhiều truyền thuyết", lấy bối cảnh trong một thế giới cyberpunk tương lai, lấy cảm hứng từ thể loại giả tưởng ở châu Á, kể về một anh hùng báo thù trong nhiệm vụ tiêu diệt 9 Sols cùng tên, những kẻ thống trị đáng gờm của một vùng đất bị bỏ rơi. vương quốc nơi người anh hùng phải khám phá đồng thời khám phá những bí ẩn về chủng tộc ngoài hành tinh cổ đại và tìm hiểu về số phận của nhân loại. Các nhà phát triển cũng mô tả bối cảnh của trò chơi là "taopunk", với nghĩa là cyberpunk pha trộn với Đạo giáo và thần thoại Viễn Đông. Vào tháng 3 năm 2022, Red Candle Games đã phát động chiến dịch gây quỹ cộng đồng cho Nine Sols trên cửa hàng điện tử của họ và cam kết 3 triệu Đài tệ. Việc huy động vốn từ cộng đồng đã thành công rực rỡ, huy động được hơn 13,6 triệu Đài tệ so với cam kết ban đầu và vượt qua ba mục tiêu là chế độ câu chuyện, đoạn cắt cảnh trong trò chơi và phần kết thay thế. Vào tháng 5 năm 2024, trò chơi "Nine Sols" chính thức được phát hành.

## Nền tảng phát triển
| Năm  | Tiêu đề   | Nền tảng | Nền tảng | Nền tảng | Nền tảng | Nền tảng | Nền tảng | Nền tảng | Nền tảng | Nền tảng | Nền tảng | Nền tảng |
| Năm  | Tiêu đề   | Android  | iOS      | Linux    | Mac      | PS3      | PS4      | Vita     | Win      | NS       | X360     | XOne     |
| ---- | --------- | -------- | -------- | -------- | -------- | -------- | -------- | -------- | -------- | -------- | -------- | -------- |
| 2017 | Detention | Có       | Có       | Có       | Có       | Không    | Có       | Không    | Có       | Có       | Không    | Không    |
| 2019 | Devotion  | Không    | Không    | Không    | Có       | Không    | Không    | Không    | Có       | Không    | Không    | Không    |
| 2024 | Nine Sols | Không    | Không    | Có       | Có       | Có       | Có       | Có       | Có       | Có       | Có       | Không    |